# Biegacz (baseball)

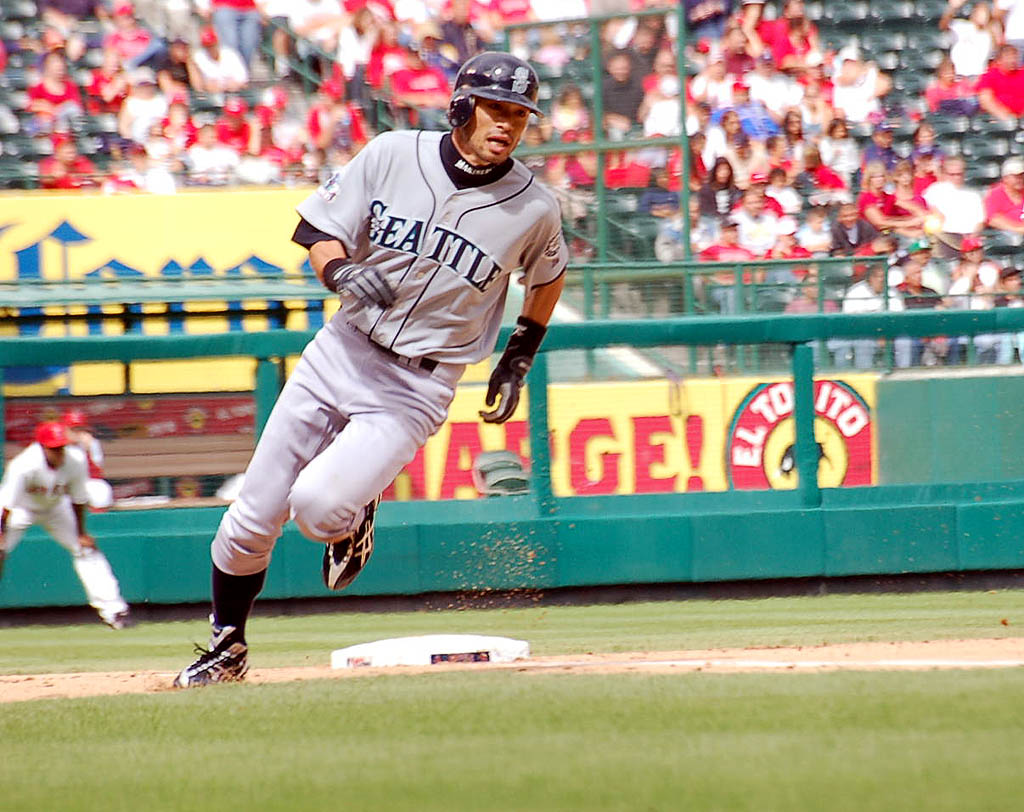
Ichiro Suzuki mija trzecią bazę i podąża w kierunku bazy domowej w celu zdobycia obiegu.

Biegacz (ang. baserunner) – w baseballu jest to zawodnik drużyny atakującej, który po uderzeniu piłki dotarł bezpiecznie na jedną z trzech baz. Celem biegacza jest zaliczenie kolejnej bazy, do momentu osiągnięcia bazy domowej i zdobycia obiegu.
Pałkarz staje się biegaczem gdy:
- zaliczy bazę w wyniku uderzenia
- zaliczy pierwszą bazę w wyniku błędu, base on balls lub  hit by pitch
- zaliczy pierwszą bazę po wyautowaniu drugiego zawodnika w wyniku zagrania fielder's choice.